# ASK Ternitz
Der ASK Ternitz ist ein niederösterreichischer Fußballklub aus der Stadtgemeinde Ternitz. In den Saisonen 1950/51 bis 1956/57 spielte der Verein in der Staatsliga B, der damals zweithöchsten österreichischen Liga. Seit 2006 spielt der Verein in der untersten Spielklasse Niederösterreichs, der 2. Klasse Wechsel (achte Leistungsstufe).

## Geschichte

### 1919–1945: Gründung und Anfangsjahre
Der 1. Ternitzer Sportklub wurde im Jahr 1919 im damaligen Gasthaus Berger (später Gasthaus Putz) in Unter-Ternitz gegründet. Der erste Sportplatz wurde im Gründungsjahr von freiwilligen Helfern am Standort der heutigen SAG-Siedlung-I errichtet. Das Unternehmen Schoeller-Bleckmann Stahlwerke stellte in den ersten Jahren Geld zur Verfügung, da zum damaligen Zeitpunkt Fußballschuhe, Dressen und Bälle noch selbst besorgt werden mussten. Bis zur Saison 1922/23 entwickelte sich die Fußballbegeisterung so weit, dass nach der Schwarzafluss-Regulierung in der Nähe der Wimpassinger Brücke ein zweiter Sportplatz angelegt werden konnte. Dieser Sportplatz, „Die Gruabn“, wurde auf dem Werksgelände des Stahlwerks von freiwilligen Helfern mit Unterstützung der Werkshilfe angelegt und verfügte bereits über Sitzplätze an der vorhandenen Böschung. In der Saison 1931/32 errang der damalige 1. Ternitzer Sportklub den VAFÖ-Landesmeistertitel von Niederösterreich.
Während des Zweiten Weltkriegs wurde der Sportplatz innerhalb des Werksgeländes zugeschüttet, um auf dem Gelände große Betriebshallen bauen zu können. Der Fußballklub wurde auf „BSG-Betriebssportgemeinschaft Ternitz“ umbenannt. Als Ersatz für den verloren gegangenen Sportplatz wurde der ehemalige Turnerplatz in Ober-Ternitz benützt. Während der Kriegszeit wurden auch Spiele ausgetragen. Aufgrund der Einberufungen zum Militär- oder Arbeitsdienst konnte man nur aus Spielern auf Kurzurlaub und älteren Spielern eine Mannschaft formen. 1944/45 nahm die BSG Ternitz an der (inoffiziellen) zweitklassigen Meisterschaft in der Gauklasse Niederdonau Süd teil. Dort konnte der Verein auf Grund der Kriegsereignisse nur vier Spiele austragen.

### 1945–2008: Staatsliga B und Abstieg
Nach dem Zweiten Weltkrieg konnte Ternitz 1946 nach einem gewonnenen Auswärtsspiel beim SV Zillingdorf in die NÖ-Landesliga als Qualifikant einsteigen. Von den Schoeller-Bleckmann Stahlwerken wurde 1948 eine neue Sportanlage gebaut und eröffnet. Zudem konnte Ternitz in der damaligen B-Liga Ost Erfolge feiern. In der Saison 1950/51 erreichte Ternitz den Aufstieg in die Staatsliga B. In der Saison 1954/55 erreichte Ternitz mit dem dritten Tabellenrang sein bestes Ergebnis. Nach der Saison 1956/57 musste Ternitz jedoch absteigen. Es folgten zwei einjährige Gastspiele in der Zweitklassigkeit 1961 und 1963, wobei jedes Mal der Klassenerhalt klar verfehlt wurde.
Zu den sportlichen Problemen kamen 1974 auch wirtschaftliche Schwierigkeiten. 1975 wurde das Stahlwerk mit anderen Werken in der Vereinigten Edelstahlwerke AG (VEW) zusammengeschlossen. Durch betriebliche Veränderungen im „VEW-Stahlwerk Ternitz“ konnte der Verein seine gewohnte Spielstärke nicht halten. So begann für den ASK Ternitz eine schwere Zeit und von Saison zu Saison konnte der Klassenerhalt nicht erreicht werden.

## Stadion Ternitz
1994 erwarb die Stadtgemeinde Ternitz von Schoeller-Bleckmann Stahlwerken für die aktiven Vereine Fußball, Leichtathletik, Tennis und Stockschießen die ehemals betriebseigene Sportanlage. In den Jahren 2008 und 2009 wurde die Sportanlage mit einem Kostenaufwand von 1,8 Millionen Euro umgebaut. Auf einer Gesamtnutzfläche von 720 Quadratmetern wurden eine überdachte Tribüne für 250 Personen sowie neue Garderoben für den Vereinsfußball, die Leichtathleten und den Schulsport errichtet. Das Obergeschoß umfasst eine Kantine und Büroräumlichkeiten für den Leichtathletikverein ATSV Ternitz. Am 27. Juni 2009 wurde die umgestaltete Sportanlage von Landeshauptmann-Stellvertreter Josef Leitner, Landesrätin Petra Bohuslav und Bürgermeister Rupert Dworak mit einem großen Sportfest feierlich eröffnet.